# Podsokołda (kolonia)
Podsokołda – kolonia na terenie Polski położona w województwie podlaskim, w powiecie białostockim, w gminie Supraśl.
W poprzednim podziale kraju miejscowość administracyjnie należała do województwa białostockiego.